# Reckless - Levende Schaduwen
Reckless - Levende Schaduwen is het tweede deel van de jeugdboekenserie Reckless. Het boek is geschreven door de Duitse auteur Cornelia Funke en kwam uit in augustus 2013. Het is het vervolg op het eerste deel Reckless - Achter de Spiegel.

## Het verhaal
In het vorige deel heeft Jacob Reckless de naam van de Duister Fee uitgesproken om zijn broer te redden van een vloek, waardoor er nu zelf een vloek op hem rust. De mot van de fee zal zijn hart zes keer bijten en hem dood achterlaten. Hij heeft alle magische geneesmiddelen al geprobeerd, maar ze werken allemaal niet. Nu is al zijn hoop gevestigd op een kruisboog die leven geeft bij liefde en de dood van een heel leger kan veroorzaken bij haat. Hij was van Guismund de Heksenslachter geweest, die het bloed van heksen dronk om magie te krijgen. Ook de schatjager Nerron is ook op zoek naar de kruisboog om te bewijzen dat hij de beste schatjager is. Ze komen hem tegen in de crypte van de Heksenslachter.
Om de kruisboog te vinden moeten Jacob en zijn vriendin Vos eerst zijn hart, hand en hoofd vinden. Zijn hoofd vinden ze in Albion (Engeland), op een schip. Het schip zinkt door de magie en Jacob en Vos stranden in Lotharingen (Frankrijk). Maar tegelijkertijd vindt Nerron de hand. Daarna vindt hij Jacob met behulp van magie, steelt het hoofd, en verstrikt Jacob met een gevaarlijke plant. 
Jacob wordt gered door een man, die hem verzorgt en hem en Vos meeneemt naar het hart. Vos gaat met de man mee. Maar het blijkt dat de man een Blauwbaard is, iemand die meisjes meeneemt en ze doodt met hun eigen angst. Het hart blijkt ook bij een van de dode meisjes te zijn. Het lukt Jacob uiteindelijk met een vriend om Vos te redden en het hart te pakken. Hij stuurt Vos naar de crypte om het hart in veiligheid te brengen. Dan vindt Nerron Jacob en houdt hem gevangen.
Uiteindelijk lukt het Jacob om te vluchten en het hoofd en de hand te stelen. Door ze aan het lijk te doen verschijnt er opeens een verdwenen stad. Daar zoekt hij met Vos de kruisboog, maar wanneer hij hem heeft gevonden, bijt de mot voor de laatste keer in zijn hart. Nerron is ook aangekomen. Maar het blijkt dat het allemaal een val van de Heksenslachter is geweest. Door een betovering worden Nerron en Jacob steeds ouder en wordt de Heksenslachter herboren. Vos is er echter ook en vermoordt de Heksenslachter. Daarna schiet Nerron Jacob met de boog en leeft hij weer, ondanks dat Nerron zijn concurrent was. In de kamer waar ze zijn is er ook een spiegel die erg lijkt op de spiegel die Jacob gebruikt om naar onze wereld te reizen. Dat blijkt ook zo te zijn, en hij en Vos stelen de kruisboog en verdwijnen in de andere wereld.